# Tipula (Yamatotipula) riedeli
Tipula (Yamatotipula) riedeli is een tweevleugelige uit de familie langpootmuggen (Tipulidae). De soort komt voor in het Palearctisch gebied.